# كريستوفر كاستيل
كريستوفر كاستيل (بالإنجليزية: Christopher Castile)‏ مواليد 15 يونيو 1980 في مقاطعة أورانج، الولايات المتحدة، هو ممثل أمريكي بدأ مسيرته الفنية سنة 1990.

## الأعمال
- إمبتي نيست
- خطوة بخطوة
- هيا آرنولد!

## روابط خارجية
- كريستوفر كاستيل على موقع IMDb (الإنجليزية)
- كريستوفر كاستيل على موقع ألو سيني (الفرنسية)
- كريستوفر كاستيل على موقع أول موفي (الإنجليزية)
- كريستوفر كاستيل على موقع قاعدة بيانات الأفلام السويدية (السويدية)
- كريستوفر كاستيل على موقع قاعدة بيانات الفيلم (الإنجليزية)
- كريستوفر كاستيل على موقع كينوبويسك (الروسية)